# Charles Read (mathématicien)
Pour les articles homonymes, voir Read.
Charles John Read (né le 16 février 1958, mort le 18 août 2015 à Winnipeg) est un mathématicien britannique connu pour ses travaux en analyse fonctionnelle.

## Biographie
Charles Read  réalise une thèse de doctorat en mathématiques intitulée Some Problems in the Geometry of Banach Spaces à l'université de Cambridge sous la direction de Béla Bollobás. Il enseigne quelques années à Trinity College, puis il est nommé professeur de mathématiques pures à l'université de Leeds. 

## Recherches
En théorie des opérateurs, Charles Read est connu pour son travail dans les années 1980 sur la notion de sous-espace stable, où il a construit des opérateurs ayant seulement des sous-espaces stables triviaux dans un Espace de Banach particulier, spécialement sur {\displaystyle \ell _{1}}.
Read a également publié sur les algèbres de Banach et l'hypercyclicité.

## Prix et récompenses
- Prix Berwick, 1985